# 충주예성여자중학교
충주예성여자중학교(忠州蘂城女子中學校)는 대한민국 충청북도 충주시 호암동에 있는 공립 중학교이다.

## 학교 연혁
- 1980년 11월 10일 : 충주예성여자중학교 설립(18학급)인가
- 1981년 3월 6일 : 개교 및 입학식(390명)
- 2023년 12월 29일 : 제41회 168명 졸업(총원 13,368명)
- 2024년 3월 1일 : 제18대 이종기 교장 부임
- 2024년 3월 4일 : 제44회 신입생 172명 입학

## 참고 자료
- 충주예성여자중학교 - 한국교육학술정보원 학교알리미